# 天女

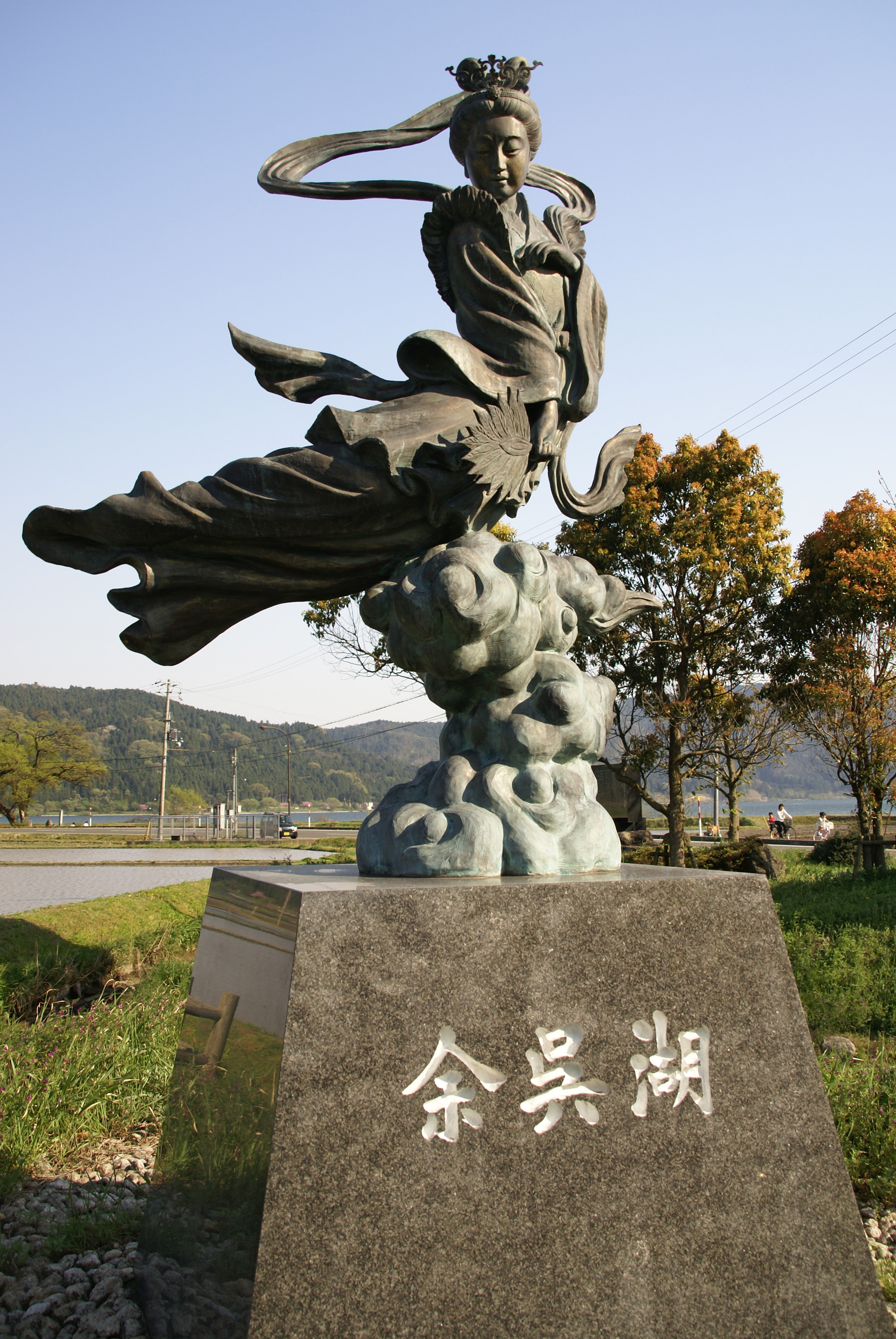
天女像（余呉湖）

天女（てんにょ）は日本、中国、インドなどの伝説上の存在。

## 日本の伝承
天女は、天部に住むとされる女性のことで、天帝などに仕えているとされる女官の総称である。人間界においては容姿端麗であることを除けば人と大きく変わるところはなく、羽衣と呼ばれる衣服で空を飛ぶとされるが、この羽衣を奪われたばかりに空に帰れなくなり、地上の男性と婚姻する話（羽衣伝説）などが伝えられている。
羽衣伝説は日本（北海道から沖縄まで）や朝鮮半島などの各地に伝説が伝わっており、民俗学の上では渡来人説から異類婚姻譚の一つである白鳥処女説話の一種とする説がある。
仙女（仙人の女性）との相関性も伝承中には見出せるが、両者の差異は曖昧である。
民間信仰における女性の神格性（女神）とは些か趣を異としており、天女自身が超常の力を持つという描写は少なく、地上へは専ら何らかの連絡か個人的な用事（水浴びなど）のために訪れるというだけで、その存在自体は比較的俗である。ただし、奄美大島に伝わる天降女子の場合、小雨を降らし、男性の命を奪う超常の力を有し、死神的な存在として語られている。

## 飛天との関係
飛天は仏教美術にしばしば登場する「空を飛ぶ人物」のことであり、特に女性形の者は天女と同一視される。インド方面を起源とする説と、オリエント・ペルシャに起源を求める説があるが、後者のほうは元々、有翼人種（亜人ないし精霊の一種）として描かれていたと推測されている。これが西洋方面に伝播する過程で天使に、東洋方面に伝播する過程で飛天から天女へと変化していったと目されている。

## 他の文化圏の対応物
中国神話では、黄帝を助けた王母娘娘ら7名の仙女を七天女と称する。
インドの精霊キンナラは男性形が馬頭人身の姿をしているが、女性形のキンナリーは天女としてのイメージを持つ。またインド神話では天女は神格を持つ存在の一種であり、アプサラスなども天女の一種に分類される。ただアプサラスはニュンペー（ニンフ：水の精霊）とも同一視される。
イスラム教ではフーリーが天女と同一視される。フーリーは永遠の処女であり、敬虔なイスラム教徒は死後にイスラムに於ける天国世界で彼女らの歓待を受けるとされている。
余禄とはなるが、北欧神話におけるワルキューレも、主神オーディンの命を受け、戦って死んだ勇者を天界（ヴァルハラ）に導く存在であり、ある意味では他の文化圏における天女に近しいイメージがあるが、北欧神話の観点ではあまり関連付けては扱われない。

## 比喩表現として
優しさと美しさを兼ね備えた女性を天女と例えることもある。これは女神などと形容する場合と同様に、崇拝に値するという意味で用いられる。